# Horinger
Horinger (chiń. 和林格尔县; pinyin: Hélíngé’ěr Xiàn) – powiat w północnych Chinach, w regionie autonomicznym Mongolia Wewnętrzna, w prefekturze miejskiej Hohhot. W 1999 roku liczył 187 646 mieszkańców.